# 本庄久長
本庄 久長（ほんじょう ひさなが、生没年不詳）は、安土桃山時代から江戸時代初期の武将。本庄繁長の子（四男）。本庄秀長の父。外記。
はじめ仏門に入り出家していたが、5年後に還俗し、上杉氏の家臣となった。1614年（慶長19年）の大坂冬の陣で上杉景勝に従軍し活躍した。